# ピアシティ小川
ピアシティ小川（ぴあしてぃおがわ）は、茨城県小美玉市中延にある複合型商業施設である。
カスミやセリアなどの商業施設の他、敷地内には宝くじ売り場と精米所がある。

## 主なテナント
- フードスクエアカスミ
- クスリのアオキ（2020年4月1日開店）
- セリア
- カスミALPHA（衣料品店）
- クリーニング専科
- モルバン小川店（ベーカリー）

## かつて存在したテナント
- ドラッグストアクリエイト（2018年12月31日閉店）
- ファッションモール ファミ・スタ

## 交通アクセス
- 国道355号 田木谷交差点から東へ500m

## 周辺施設
- 小美玉市役所 小川総合支所
- 小美玉医療センター
- 小美玉市 小川文化センター
- 茨城空港